# Dactylosaccus
Dactylosaccus, en ocasiones erróneamente denominado Ardactylosaccum, es un género de foraminífero bentónico de la subfamilia Argillotubinae, de la familia Allogromiidae, del suborden Allogromiina y del orden Allogromiida. Su especie tipo es Dactylosaccus vermiformis. Su rango cronoestratigráfico abarca el Holoceno.

## Clasificación
Dactylosaccus incluye a la siguiente especie:
- Dactylosaccus vermiformis